# Paradise Department Store

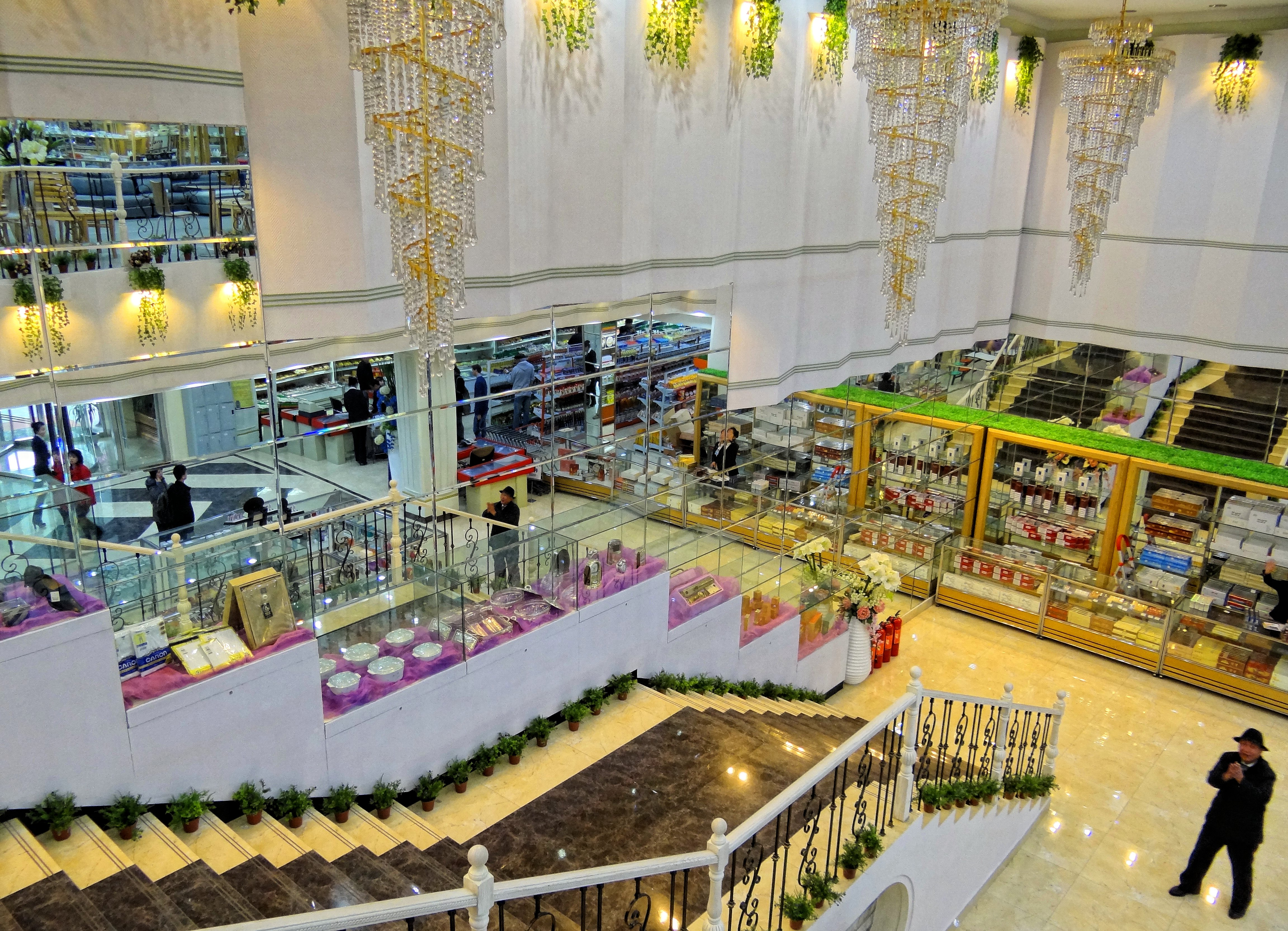
Paradise Department Store - genomen vanaf de eerste verdieping naar de begane grond

De Paradise Department Store, ook bekend als Pyongyang Department Store No. 1, is een warenhuis in Pyongyang, de hoofdstad van Noord-Korea. Het is gelegen aan Sungri Street nabij het Kim Il-sung-plein in het centrum van Pyongyang. Het gebouw, naar een ontwerp van de architect Yun Ko-gwang, Het warenhuis heeft een oppervlakte van 40.000 m² is daarmee een van de grootste winkels van het land en is vaak de locatie van grote grondstoffententoonstellingen.
Naar verluidt wordt de winkel, samen met twee andere,  samen met Chinese zakenpartners gerund. 

## Winkelen
De winkel die eind jaren 1980 werd opgericht, biedt een verscheidenheid aan artikelen, waaronder elektronica, kleding, meubels, levensmiddelen, keukengerei en speelgoed. Sinds 2013 wordt ongeveer 70 procent van de artikelen in de winkel in eigen land geproduceerd. De winkel is ook een van de vele officiële toeristische haltes in de stad. De Paradise Department Store accepteert alleen lokale valuta. Volgens de pro-Noord-Koreaanse krant Choson Sinbo is het een populaire winkelbestemming voor de lokale bevolking en werd de winkel in 2016 dagelijks door gemiddeld 20.000 bezoekers bezocht.
De Zweedse journaliste Caroline Salzinger beschreef haar bezoek aan het warenhuis halverwege de jaren 2000 als toerist. Bij aankomst was de winkel gesloten. Een van de gidsen die haar vergezelde, probeerde haar af te leiden, terwijl de andere naar binnen rende om de deuren te openen. Bij het openen moest de gids voorbijgangers opdringen om te figureren als winkelend publiek. Op het moment dat ze binnenstapten, werd de roltrap in beweging gezet. Het winkelend publiek leek geen idee te hebben hoe ze zich in een warenhuis moesten gedragen. Toen Salzinger er na veel moeite in slaagde de goederen te kopen die ze wilde, was de kassamedewerker in de war en wilde haar geen plastic zak voor haar spullen overhandigen: "We kijken elkaar in de ogen. Ze weet dat er iets mis is, en dat niet alles is zoals het zou moeten, maar ze weet niet wat het is." Volgens Salzinger hield een westerse diplomaat een uur lang het warenhuis in de gaten en zag niemand met gekochte spullen naar buiten komen. 
De Britse journalist Theodore Dalrymple bezocht het warenhuis in 1989 en beschreef het Potemkin-karakter ervan: 'Ik volgde zo onopvallend mogelijk een willekeurig aantal personen. Sommigen waren bezig met het onophoudelijk op en neer gaan van de roltrappen; anderen dwaalden van toonbank naar toonbank en brachten bij elke paar minuten door voordat ze weer verder gingen. Ze bekeken de koopwaar niet; ze bewogen zich zo lusteloos als analfabeten maar konden, veroordeeld om de dag door te brengen tussen de planken van een bibliotheek. Ik wist niet of ik moest lachen, ontploffen van woede of huilen. Maar ik wist dat ik een van de meest bijzondere bezienswaardigheden van de twintigste eeuw had gezien."